# Janus Pannonius
Janus Pannonius, magyarosan Csezmiczei János vagy Cesinge János (Janus – János / Pannonius – Pannóniai), (Csezmice, 1434. augusztus 29. – Medvevár, 1472. március 27.) római katolikus pap, pécsi püspök 1459-től haláláig, az első név szerint ismert magyar költő és humanista. Csezmiczei János (Ivan Česmički) néven született. Mátyás király korában élt, latin nyelven írt. Horvátországban született, de Nagyváradon tanult, ahol anyjának, Vitéz Borbálának testvére, Vitéz János volt a püspök, aki nagybátyja és védnöke volt, Mátyás nevelője, a magyar humanizmus megteremtője, aki nemcsak az egyház első embere volt, hanem egy időben az egész magyarországi politika irányítója is.
Janus Pannonius nevét Európa-szerte ismerték. Költészetének anyaga, nyelve és hangulata az olasz humanizmus talajából nőtt ki. Verseinek világképe a humanizmus szellemében alakult ki. Költészetében a vallásos eszmék helyett megjelenik Magyarországon, s azonnal európai színvonalon a reneszánsz gondolkodás és életérzés. Nagyra értékeli a földi életet, a békét, a kultúrát, a természetet és a költői halhatatlanságot. Erotikus verseket is tulajdonítanak neki.

## Élete
A fontos életrajzi információkat Janus Pannonius születésének idejéről, helyéről és szüleiről, csupán a reneszánsz művész költői utalásai alapján ismerik az irodalomtörténészek.
| (latin) „Me simul hos inter, fatis et sorte Deorum Pannoniae tellus tenero tibi misit in aevo Qua mox Danubio mixturus nomen et undas, Pingvia culta secat leni iam gurgite Dravus.” | (magyarul)„Pannónia földje küldött [hozzád] zsenge koromban, onnan, amerre – hogy majd a Dunába elvegyítse nevét és hullámait – a kövér szántókat már csendesedő örvényléssel szeli át a Dráva.” |
| – Janus Pannonius: Guarino-panegyricus | |

1434. augusztus 29-én (más források szerint 26-án vagy 20-án) született, valószínűleg a Dráva menti (azóta eltűnt) Csezmice községben, elmagyarosodott horvát nemesi családban. A Janus Pannonius a kor szokásának megfelelően felvett antikizáló humanista név. Anyai ágon kisnemesi származású (apja, Csezmiczei János (1400?–1440) a hagyomány szerint asztalos volt), de nem a nemesi, hanem az ún. „agilis”-i rétegbe tartozott, a családnak címere nem volt. Atyját korán elveszítette, tizenhárom éves koráig özvegy édesanyja, a Szilágyiakkal és Hunyadiakkal rokon Garázda (mások szerint: Zrednai mások szerint: Vitéz) Borbála (1403–1463) nevelte és taníttatta, akinek összesen négy gyermeke volt (három fiú és egy leány). Így boldogan bízta a korán tehetségesnek bizonyuló János költséges külföldi taníttatását nagybátyjára, Vitéz Jánosra.
1447-ben a magyar humanizmus gerince Pier Paolo Vergerio tanácsára Janus Guarino Veronese ferrarai magániskolájába került. Guarinónál együtt nevelkedett a korabeli itáliai ifjúság színe-javával, s a koraérett gyermekben hihetetlenül gyorsan bontakozott ki a költői tehetség. Guarino nemcsak latinra, de ógörögre is tanította.
1454-ben a Padovai Egyetemen jogi tanulmányokba kezdett. A kánonjogot négy év alatt, meglepő gyorsasággal végezte el. Tanulmányai befejeztével itáliai útra indult. 1454–55 telét Magyarországon töltötte, amikor váradi őrkanonok volt, és ekkor születtek meg első pannóniai tárgyú elégiái. 1458-ban Rómába utazott mint titeli prépost.
Hunyadi Mátyás magyar trónra kerülése után Janust hazahívták rokonai, egyenesen az udvarba; mert az új ország építéséhez jól képzett emberek kellettek. Katalin királyné tanítója, majd királyi kancellár, azaz az udvari hivatalok vezetője lett; rokona, Vitéz János bíboros, prímás esztergomi érsek pedig nemcsak az egyház hazai vezetőjévé, hanem Mátyás uralkodásának korai éveiben a király legfőbb tanácsosává – Mátyás után az ország második emberévé és a politika jelentős irányítójává – is vált. Mátyásnak szüksége volt arra, hogy az egyház feltétlenül mellette álljon központosító politikájában, ezért a püspökségek élére legmegbízhatóbb híveit állította. Így lett Vitéz kinevezése után Janus Pannonius pécsi püspök.
Élete nagy részét betöltötte a politika, de nem hagyta abba költői munkásságát sem. Leginkább az epigramma és az elégia műfajában alkotott. Kétségeit, bánatait – így az édesanyja elvesztése miatti gyászt, vágyódását a napfényes Itáliába – meghitt hangú költeményekben fejezte ki. Közben százszámra írt csipkelődő epigrammákat is.
1466-ban súlyos betegség, tüdőbaj támadta meg.

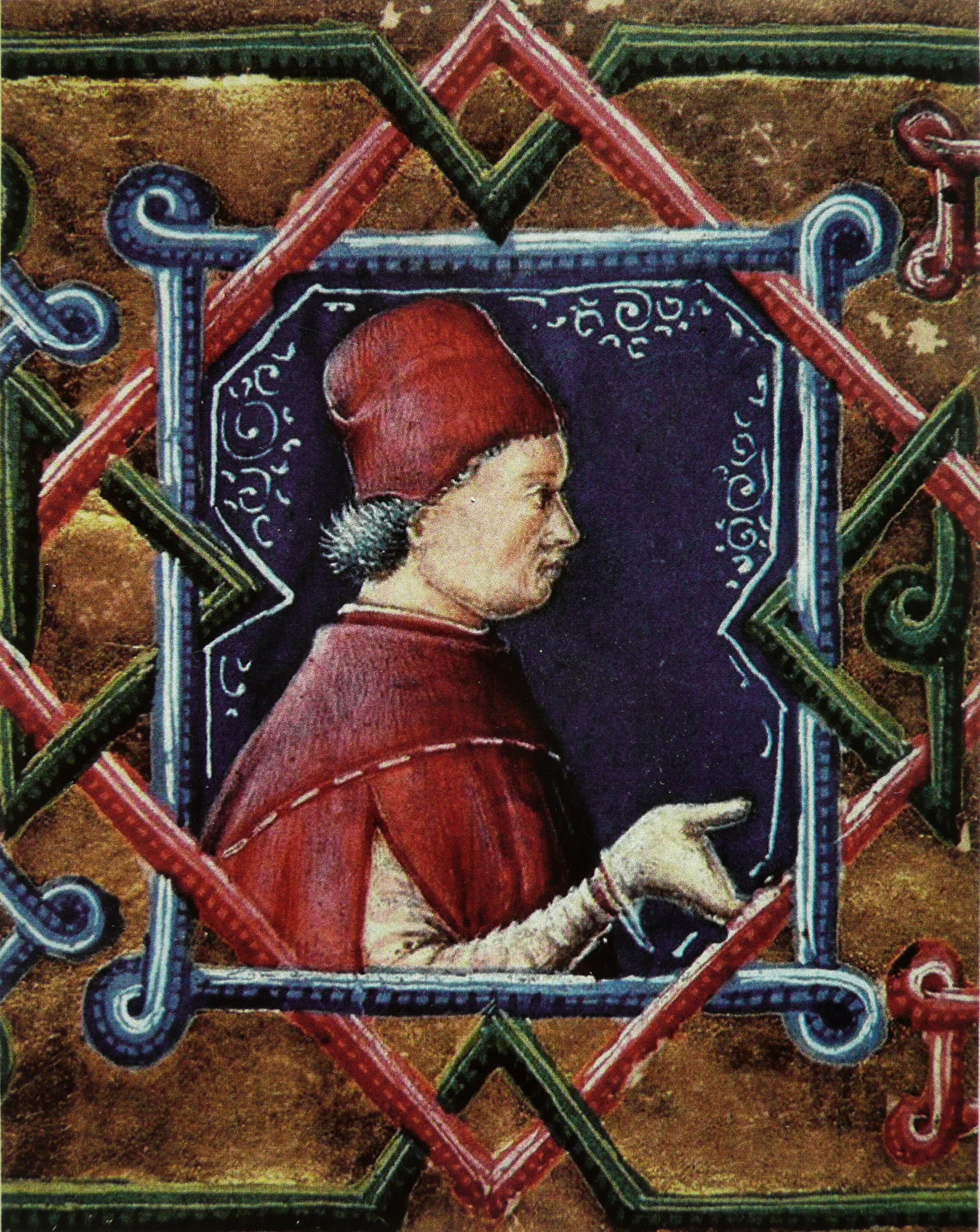
Vitéz János arcképe a Plautus-kódex címlapján,[7] aki Mátyás király nevelője és Janus Pannonius nagybátyja volt
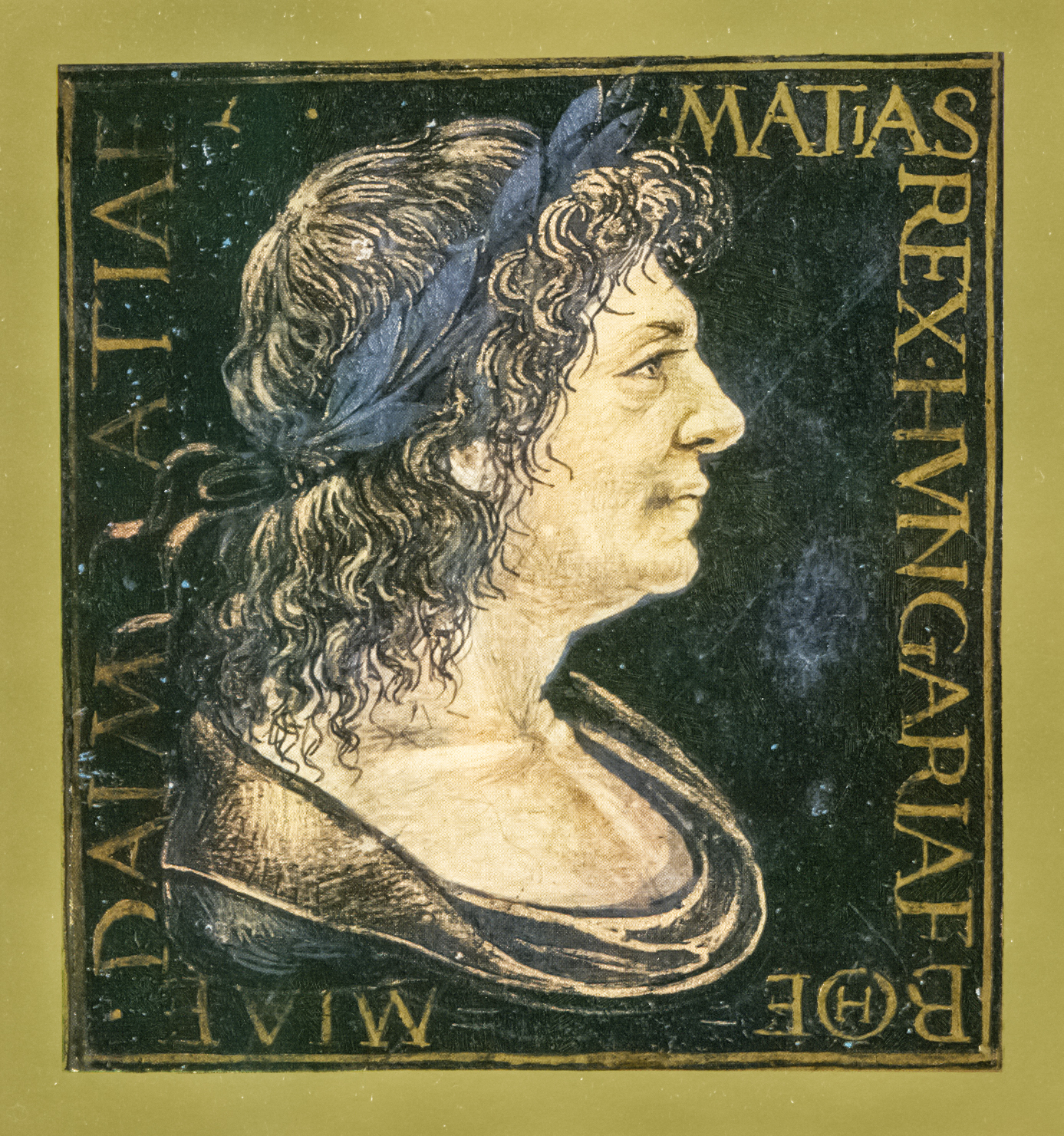
Mátyás, Magyarország, Csehország és Dalmácia uralkodójának portréja a Marlianus Mediolanensis corvinában (1488). A kódex Marlianus milánói szenátor Corvin János és Maria Bianca Sforza eljegyzése alkalmából elmondott üdvözlő beszédét tartalmazza
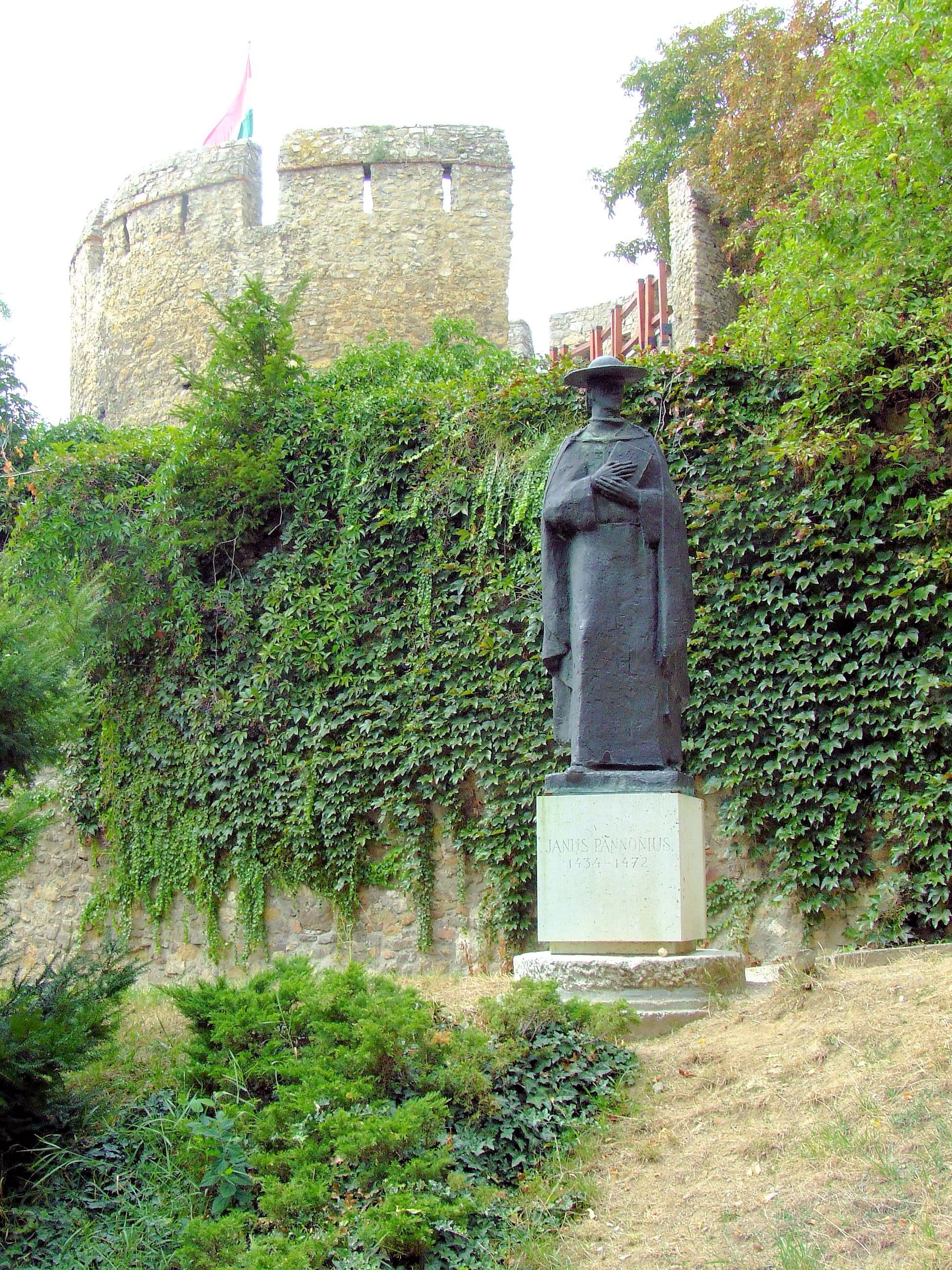
Janus Pannonius pécsi szobra
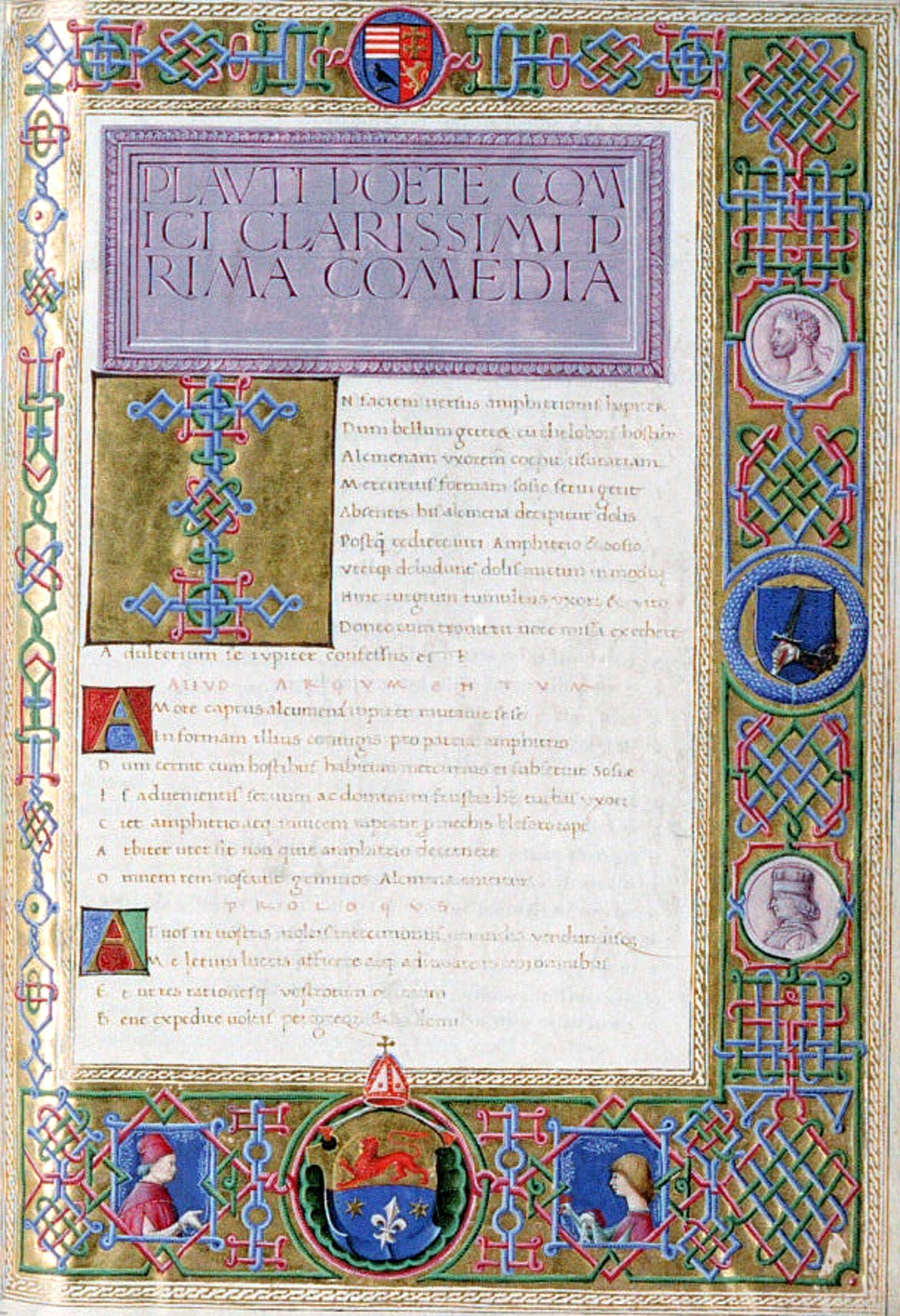
A Plautus-kódex címlapja
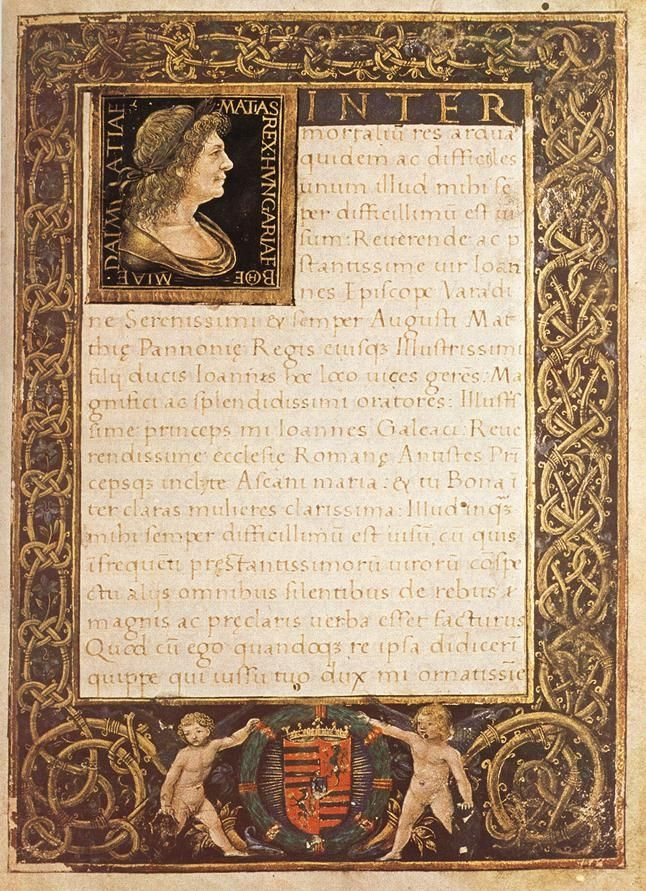
A Marlianus Mediolanensis corvina oldala. A Corvina Könyvtárhoz tartozó könyv díszítését Ambrogio de Predis lombard miniátor készítette 1488 körül

### Halála
Mátyás király hosszú távra békét kötött a török szultánnal. Janus Pannonius és a nagybátyjával, Vitéz Jánossal szövetséges főurak köre úgy érezte, hogy evvel egész addigi politikai elképzelésük jutott csődbe, mert szerintük a király elárulta a Hunyadi-hagyományt és elhanyagolta a török elleni védekezést. Ezért Vitéz Jánossal és a zendülő főurakkal együtt 1471-ben szembefordult Mátyással. Az összeesküvők uralkodójelöltje Kázmér lengyel királyfi volt, akit Mátyás helyébe, a magyar trónra akartak juttatni. Vitéz János a német birodalmi gyűléstől is kért segítséget. Janus Pannonius is az összeesküvők mellé állt és Mátyás ellen fordult. A király egykori nevelőjét, az esztergomi érseket és a főurakat elfogatta, és a visegrádi, majd az esztergomi várba záratta. A zendülők kegyvesztetté váltak. Mátyás sorsukat megvitatta a pápai követtel és a magyar főurakkal, akiknek közbenjárására szabadon engedte valamennyiüket. Janus Pannonius, nagybátyjával ellentétben, nem adta meg magát és tovább menekült. Előbb Pécs várának falai között védekezett, majd vagyonával és kincseivel Velence felé futott tovább a király haragja elől. Útközben megbetegedett, meghűlt és 1472. március 27-én Medveváron élete 38. esztendejében elhunyt.

## Művei
Latin nyelven írta műveit. Költészetének több korszaka van. Nagyon határozottan elkülönül egymástól az itáliai és a magyarországi korszak. Az itáliai költeményeire jellemző az életvidámság, gyakori témájuk a szerelem, de az egyház bírálata is, bár ő is pap volt. Kedvelt műfaja az epigramma, amelyekből árad a hedonizmus.
Legismertebb műve a Pannónia dicsérete (Laus Pannoniae; 1465 körül) című epigramma, melyet már Magyarországon írt. Időmértékes disztichon verselésű, két részből áll, egy előkészítő részből és egy csattanós lezárásból. A költemény sajátos reneszánsz jegye a költői öntudat megfogalmazása. Egy lehetséges értelmezés szerint a reneszánsz író ki akar lépni a névtelenségből, és már maga kíván „versének hőse” lenni. Büszkén hirdeti, hogy általa lehet hazája híres, ő hozza meg Magyarország számára az ismertséget.
| (latin) „Quae legerent omnes, quondam dabat Itala tellus, Nunc e Pannonia carmina missa legit. Magna quidem nobis haec gloria; sed tibi maior, Nobilis ingenio, patria facta, meo.” | (magyarul)„Eddig Itália földjén termettek csak a könyvek, S most Pannónia is ontja a szép dalokat. Sokra becsülnek már, a hazám is büszke lehet rám, Szellemem egyre dicsőbb, s általa híres e föld!” |
| – Janus Pannonius: Pannónia dicsérete (Berczeli Anzelm Károly fordítása) | |

Magyarországon írt műveire, ellentétben az itáliai költemények hangulatával, a búskomorság jellemző. Inkább elégiákat írt. Búskomorságának oka, hogy a városi kultúrához, pezsgő, aktív szellemi élethez szokott. Magyarországon társtalannak érezte magát, s fokozta bánatát, hogy a betegsége is kiújult.
Az Egy dunántúli mandulafáról (De amygdalo in Pannonia nata; 1466) egy elégico-epigramma. Pannonius tél idején kinn van a kertben, és egy csodálatosan szép mandulafát lát. A verset egy nyílt kérdéssel zárja: vajon ennyire várta már a tavaszt? A költő a tél idejében virágba borult mandulafát saját sorsának jelképeként értelmezi. A vers második fele a „merész” virágzás következményeit méri fel. A költő itt a „zúzmara” eljövetelétől való félelmét fogalmazza meg, egy mitológiai név bekapcsolásával. Megjelenik Phyllis tragédiája is. A költemény a virágzás szépségét és annak veszélyeztetettségét bemutatva, minden kor kivirágzó szépségeinek és értékeinek a veszélyeztetettségét is érzékelteti. Ez a költemény általánosabb mondanivalója.
A Mikor a táborban megbetegedett (De se aegrotante in castris; 1464) című versének középpontjában a testi szenvedés realisztikus leírása áll. A vers tételében megtudjuk, hogy Janus, aki püspöksége miatt hadba kell szálljon, nem fél a katonáskodástól, bátran vág neki az útnak. A humanista világszemléletű ember értékrendjét fejezi ki azzal, hogy mitől fáj a legjobban elszakadnia: „válogatott könyvek szépségein elgyönyörödni” (Nunc his, nunc illis mentem oblectare libellis), „csacsogó csermely partján heverészni”, „kéklő égbolt”, „Ó kristálypatakok, s zöldbe borult ligetek!” (O vitrei fontes, o virides silvae!). Jól érezhető a reneszánsz ember életigenlése – a földi létet már nem siralomvölgyként jeleníti meg. Nem sokkal ezután azonban átkozódni kezd, szidja Prométeuszt, aki lehozta az emberek számára a tüzet. Szerinte ez azért hatalmas bűn, mert ennek következtében az égiek kinyitották Pandóra szelencéjét, és minden betegség elszabadult. (Köztudott, hogy Janus tüdőbajos volt.) További mitológiai példákkal támasztja alá azt, ami igazi reneszánsz értéknek számított; a műveltséget. (Janus maga is poeta doctus volt). Egy későbbi váltás után pedig az előzőektől eltérő naturalizmussal mutatja be a tüdőbaj tüneteit: az orrváladékot, a vérnyomás-ingadozást, a fájdalmat stb. Majd ismételten a reneszánsz értékekre tér vissza, ahol az egyén mindennél fontosabb. Nem véletlenül kezd kérdésekbe bocsátkozni: mi lesz a világgal nélküle, mi lesz ha ő már nem ontja a szép verseket? A versét pedig egy ars poetica (költői hitvallás) taktussal zárja, amelyben meghagyja, hogy mi legyen a sírfeliratán. A vers 1464-ben keletkezett, Janus pedig 1472-ben hunyt csak el. A pillanatnyi bajban is meglátszik, hogy mennyire eltúlozza azt.

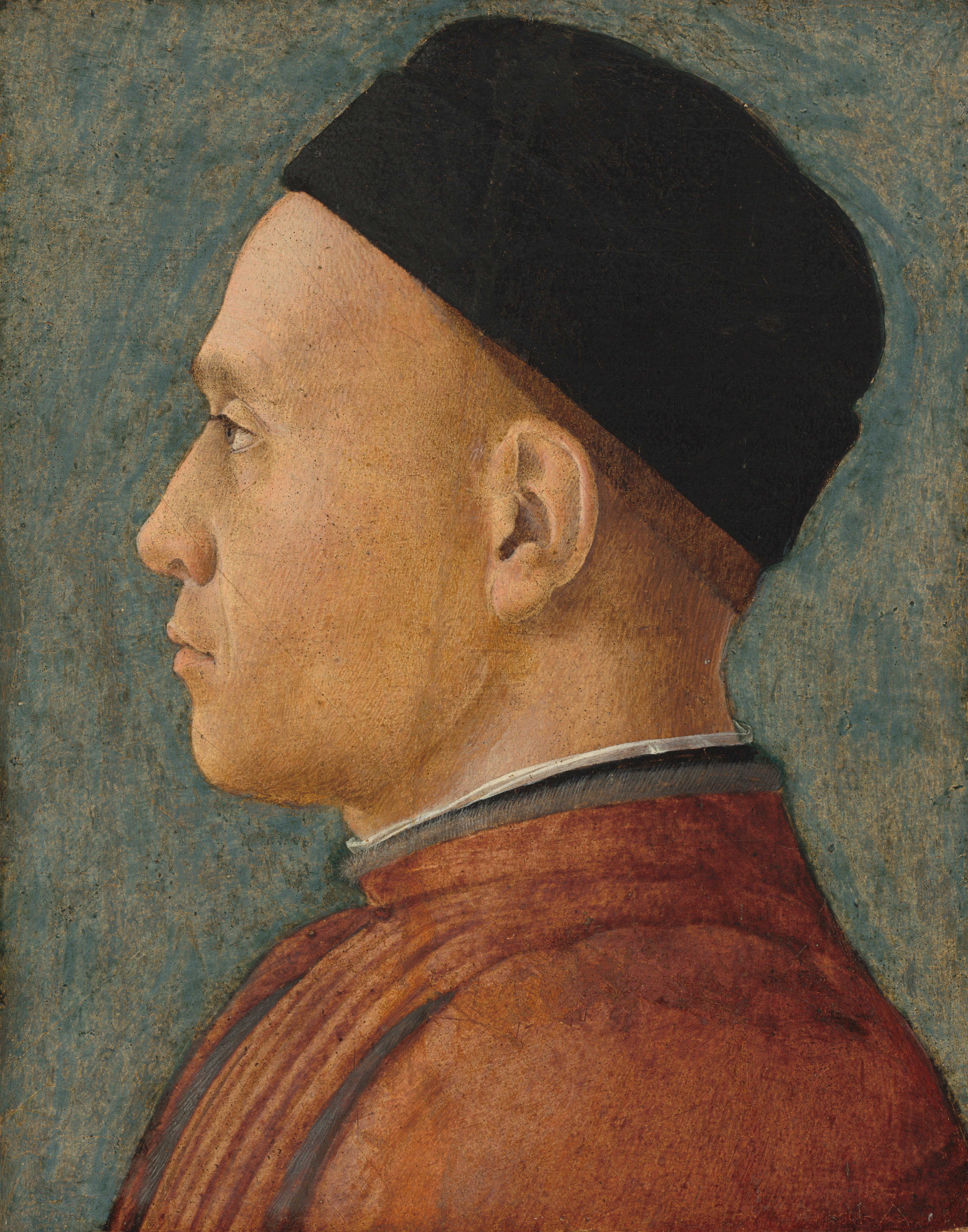
Andrea Mantegna: Férfi képmása (1470).
Janus Pannonius arcrekonstrukciójának létrehozásakor – koponyájának vizsgálatakor – a két legfontosabb forrás Mantegna Férfi képmása című festménye, valamint Giorgio Vasari reneszánsz kori híradása szerint, a padovai Eremitani-kápolnában Andrea Mantegna Szent Kristóf-legendáját ábrázoló freskójának egyik mellékalakja volt.

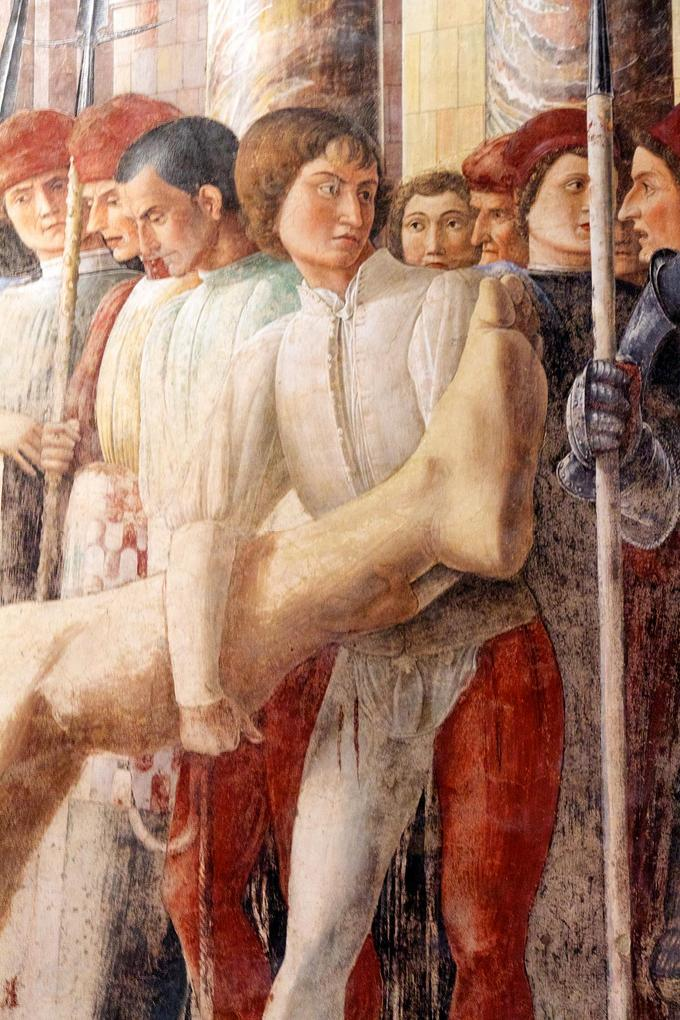
A padovai Eremitani-kápolnában Mantegna Szent Kristóf-legendáját ábrázoló freskójának részlete. A történelmi leírások szerint a középső alakot Janus Pannoniusról mintázták

A Búcsú Váradtól (Abiens valere iubet sanctos reges, Waradini, 1458) című vers egy elégiko-óda, Pannonius egyik legnagyobb műve.
| (latin) „[…] Dirae nec tetigit fragor ruinae, Flamnis cum dominantibus per arcem. Obscura latuit polus favilla; Quam primum, o comites, viam voremus, At tu, qui rutilis eques sub armis Dextra belligeram levas securim, Cuius splendida marmorum columnis, Sudarunt liquidum sepulcra nectar, Nostrum rite favens iter secunda. Quam primum, o comites, viam voremus.” | (magyarul)„[…] Sem roppanva dűlő fal omladéka, Mig tűz-láng dühe pusztitott a várban, S szürke pernye repült a kormos égre. Hajrá, fogyjon az út, társak, siessünk! S rőt fegyvert viselő lovas királyunk, Hős, ki bárdot emelsz a jobbkezedben - Márvány oszlopokon pihenve egykor Bő nektárt verítékezett a tested - Utunkban, te, nemes lovag, segíts meg. Hajrá, fogyjon az út, társak, siessünk!” |
| – Janus Pannonius: Búcsú Váradtól (Áprily Lajos fordítása) | |

A vers indulásában Janus szomorú, hogy el kell hagynia Váradot, de boldog is egyben, hiszen új vidék várja, és új ismereteket szerezhet. Ezek az ambivalens érzések. Az első versszakkal csak a refrén áll szemben, a depressziósság után egy kényszeredett felkiáltás; dinamikus igék jellemzik, alliteráció („viam voremus”) teszik monotonná. Majd megismerhetjük a Várad környéki téli tájat, csodálatosan ötvözve a reneszánsz elemeket az ember hétköznapi érzéseivel. A refrén később a fokozás szerepét is betölti. A vers hangulata átcsap nosztalgiázásba, azaz az előbbi jövő időből a múltba csöppenünk. Érzelmi keretet épít fel a félelemre és a szorongásra. Mivel tüdőbeteg, rossz lesz neki itt hagyni a jó kis fürdőket, hiszen az út igencsak megviseli az ember tüdejét télidején. Mivel igazán reneszánsz, itáliai műveltségű ember, rossz lesz itt hagyni a könyvtárakat. Továbbá már nem Istenhez imádkozik, hanem (ahogy a reneszánsz ember teszi) egy személyiséghez: Szent Lászlóhoz. Ezek tehát mind szimbólumok: fürdő = az egészség alapérték, könyvtár = poeta doctus, aranyba vont királyok = művészet, lovag király = egyéniség. Majd az utolsó versszak, beleképzelve magunkat a költő helyzetébe az indulás, ahogy megindul a szekér, és egyre távolodik Várad…
A Galeotto Marzióhoz (Galeotti peregrinationem irridet; 1450) című epigrammája abszolút hármasságokra épül. A verset Galeotto Marziónak, legjobb barátjának és ferrarai iskolatársának írta, aki mindenben radikálisan követte az egyházat, és az egyház által megszentelt években mindig elzarándokolt a pápaság központjába. Janus nem a hit vagy a vallás ellen tiltakozik művében, hanem az ellen, hogy esztelenül követi azt barátja. Az első hármasság három szimbolikus kifejezés (hiszékeny csőcselék, agyrémektől rettegő tömeg, álszent had) mely a fokozást szolgálja. A következő hármasság három nagy görög filozófus, Protogoras, Theodorus, Epikur. Ezt poeta doctusságának bebizonyítására építette a versbe. Majd a harmadik hármasság a múzsáknak szól (Múzsa-had, Phoebus, Vulkán). A vers tehát a hit pénzzé tétele ellen tiltakozik. (Jó példa rá a búcsúcédula, amelyet pénzért megváltva Isten megbocsátott az elkövetett bűnökért, ami akár emberélet kiontása is lehetett.) Abszolút személyes vers. Az utolsó sora pedig meglepő is lehet, ha nem tudnánk a mélyére nézni: „Mert hívő ember költő nem lehet!”. Természetesen Janus is hívő volt, és kijelentését nem az egyház, és a vallás ellen tette, mindössze a pillanatnyi értékrendszer ellen.

### Parthenope veszedelme, a megtalált Janus-töredék
A költő életművéből eddig hiányzó töredékre bukkant 2009-ben Szentmártoni Szabó Géza irodalomtörténész. A Correspondance historique et archéologique 1898-as évfolyamának hasábjain, Un poème inédit sur René d’Anjou címmel megjelent, egy ismeretlen nápolyi kéziratról szóló rövid közlemény. A költő a Nápoly veszedelmét elbeszélő Renatus-panegyricust egy velencei patrícius, Jacopo Antonio Marcello kérésére, 1452-ben, tanulmányai színhelyén, Ferrarában írta. Ez a műve azonban csak 1880-ban vált ismertté, amikor annak első felét Ábel Jenő a Vatikáni Apostoli Könyvtárban megtalálta, majd kiadta. Az 1898-ban megjelent szerkesztés alapján az Anjou uralkodót I. René nápolyi királyt dicsőíti a költemény. Az eredeti példánya a Nápolyi Nemzeti Könyvtárban megtalálható. A verset 18 éves korában írta Janus Pannonius.

### Munkáinak különféle kiadásai
- Polybius latine interprete Nicolao Perotto; Jani Pannonii ad divam Feroniam naiadum Italicarum principem carmen. Venetiis, 1498
- Joannis Pannonii episcopi Quinque Ecclesiarum, poetae et oratoris clarissimi Panegyricus: in laudem Baptistae Guarini Veronensis praeceptoris sui conditus. Viennae, 1512
- Panegyricus in laudem Guarini una cum Elegia de Fonte Narniensi et de Arbore nimum foeconda. Accedunt epigrammata de Fraudo et Lucta Galeoti. Bononiae, 1513
- Elegiarum aureum Opusculum. Exstant autoris eiusdem poemata plurima, quae in manus studiosorum propediem ventura sperantur. Viennae (1514) aureum Opusculum. Viennae (1514) – Bekény Benedek és Johannes Camers által gondozott kiadás
- Epigrammata antea non impressa. Cracoviae, 1518
- Sylvia Panegyrica ad Gvarinum Veronensem praeceptorem suum; Eiusdem Epigrammata nunquam excusa. Basiliae, 1518
- Opera poetica. Bononiae, 1522
- Ad Guarinum Veronensem Panegyricus. Eiusdem Elegiarum liber. Et Epigrammatum Syluula. Item Lazari Bonamici Carmina nonnulla. Venetiis, 1953
- Opera Poetica. Basiliae, 1555
- Opera, multo nunc demum quam unquam antea et auctiora et emendatiora, in lucem edita. uo., é. n.
- Lusus quidam et Epigrammata, nunc primum inventa et excusa opera Joannis Sambuci. Patavii, 1559
- Tria Epigrammata de Galeoto (Galeoti Martii, de Dictis et Factis Matthiae Ungariae Regis. Viennae, 1563 és Jacobi Bongarsii, Rerum Hung. Scriptores Varii. Francofurti, 1600. Schwandtneri Scriptores Rrerum Hung. Lipsiae, 1746, Tyrnaviae, 1765 et Vindobonae, 1766)
- Matthiae Hunyadis Regis Hungariae versus, quibus Antonium Constantium poetam compellat (Historia Matthiae Hunyadis, ex Antonii Bonfinii, historici diserti, libris, Decadis, Claudiopoli, 1565)
- Erenemus. Editore Joanne Sambuco. Viennae, 1567 et Debrecini, 1598
- Jani Pannonii illius antiquis vatibus comparandi, recentioribus certe anteponendi, quae uspiam reperiri adhuc potuerunt omnia. Opera Joannis Sambuci. uo., 1569
- Carmen de itineribus, C. Jacobi Marcelli Veneti (Nicolai Reusneri, Hodoeporicorum sive Itinerum totius fere Orbis Lib. VII. Basiliae, 1580. Ugyanaz 2. kiadás. uo., 1592)
- Poemata (Deliciae Poetarum Hungarorum. Francofurti, 1619 és hely n., 1727)
- Libri III. Poematum Elegiarum et Epigrammatum. Budae, 1754
- Poemata. Quae uspiam reperiri potuerunt omnia. Traj. ad Rh., 1784 (Teleki Sámuel gróf által eszközölt legjobb kiadás. Ism. Figyelő XX. Koncz József)
- Carmina quaedam et Epistolae ineditae (Josephi Koller, Historia Episcopatus Quinque Ecclesiarum Posonii, 1796)
- Epistola ad Joannem Gazzulo Raguzanum (Franc. Mariae Appendini Notizie sulle Antichita Storia e Letteratura de Ragusei. Ragusa, 1803)

### Magyarul
- Dicsének Jacobus Antonius Marcellusra; ford., bev., jegyz. Hegedűs István; Akadémia, Budapest, 1897 (Értekezések a nyelv- és széptudományok köréből)
- Magyar költő magyarul. Janus Pannonius; ford. Berczeli A. Károly, előszó Fógel József; Prometheus, Szeged, 1934 (A Janus Pannonius Társaság könyvtára)
- Janus Pannonius Költeményei; ford. Hegedüs István; MTA, Budapest, 1938
- A Duna mellől; ford. Geréb László; Officina, Budapest, 1940 (A La Fontaine Irodalmi társaság könyve)
- Itáliai évek; ford. Geréb László, bev. Kardos Tibor; Ráth Ny., Budapest, 1943 (Vajda János Társaság könyvei)
- Janus Pannonius válogatott versei; szerk. Gerézdi Rabán, Kálnoky László, bev., jegyz. Gerézdi Rabán, ford. Áprily Lajos et al.; Szépirodalmi, Budapest, 1953
- Janus Pannonius legszebb versei; vál., bev. Balogh József, ford. Áprily Lajos et al.; Albatrosz, Bukarest, 1972
- Janus Pannonius versei; vál., szerk., bev. Kardos Tibor, ford. Kardos Tibor et al.; Szépirodalmi, Budapest, 1972
- Janus Pannonius válogatott munkái; vál., szerk., előszó Csorba Győző, jegyz. Ugrin Aranka ford. Berczeli A. Károly et al.; Kozmosz Könyvek, Budapest, 1982
- Janus Pannonius; vál., szöveggond., jegyz. Klaniczay Tibor, ford. Kardos Tibor et al.; Szépirodalmi, Budapest, 1982 (Magyar remekírók)
- Beszédek, levelek; előszó, jegyz. Szigethy Gábor, ford. Boronkai Iván; Magvető, Budapest, 1983 (Gondolkodó magyarok)
- Pajzán epigrammák / Jani Pannonii epigrammata lasciva; szerk., ford., utószó, jegyz. Csorba Győző; Helikon, Budapest, 1986
- Csípős epigrammák; ford. Berczeli A. Károly; Pátria Ny., Budapest, 1986
- Janus Pannonius összes munkái / Jani Pannonii opera omnia; szerk. V. Kovács Sándor, ford. Arany János et al.; 1972. évi vál. kiad. átdolg., bőv. vált.; Tankönyvkiadó, Budapest, 1987
- Janus Pannonius legszebb versei; vál., szerk. Szathmáry Éva, ford. Áprily Lajos et al.; Móra, Budapest, 1994 (A magyar irodalom gyöngyszemei)
- Janus-irka. Janus Pannonius félszáz epigrammája Németh István Péter fordításában; szerzői, Zánka, 2002

## Hagyatéka
Magyarországon a könyvek gyűjtését először Vitéz János és később unokaöccse, Janus Pannonius kezdte el. Gazdag könyvtáraik anyaga – a király ellen szőtt elbukott összeesküvés után – a Corvinákat gyarapította, amely gyűjteményt 1460 táján jelentékeny mennyiségű könyvvel gazdagított Mátyás király.

## Emlékezete

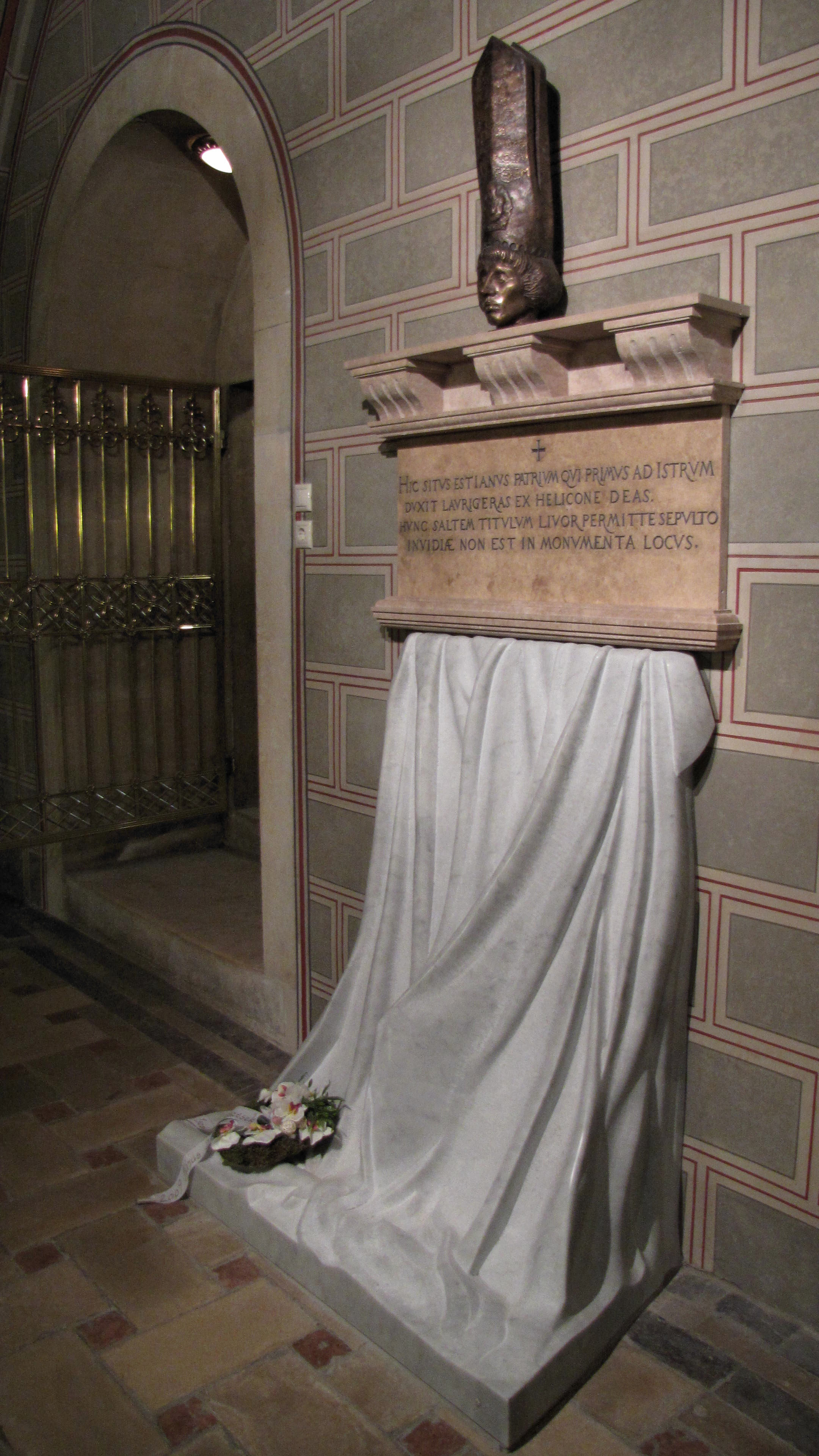
Janus Pannonius síremléke, Rétvári Sándor műve

A püspök maradványait tartalmazó sírra 1991-ben a pécsi székesegyház altemplomában bukkantak rá. 2008. október 21-én püspöki szentmise keretében temették újra a bazilikában. Az újratemetéskor 500 mandulafát ültettek el, amelyek a költő szimbólumát jelképezték, a télen rügyező mandulafát, azaz a korai jelenségnek számító költészetét Magyarországon.
2009. május 29-én mutatták be a számítástechnika segítségével a költő arcképét.
2012-ben nemzetközi költészeti díjat alapítottak emlékére.
Több közterület és közintézmény is nevét viseli/viselte szerte az országban. Pécsett nagy hagyománya van: nevét viselte a pécsi egyetem, de mai napig az ő neve fémjelzi az egyetem művészeti karának Janus Egyetemi Színházát.

### Szépirodalmi műben
- Geréb László: Mátyás király lantosa (Dante Kiadó, Budapest, 1940)

### Janus Pannonius online elérhető művei
- Digitális Tankönyvtár:
  - Régi magyar irodalmi szöveggyűjtemény I. – Janus Pannonius
- Magyar Elektronikus Könyvtár:
  - Epigrammata lasciva – Pajzán epigrammák
  - Válogatott versek
  - A Duna mellől
  - Itáliai évek
- REAL:
  - Dicsének Jacobus Antonius Marcellusra (Hegedüs István fordításában és jegyzeteivel)
- Janus Pannonius honlap és CD
- Tóth István: Janus Pannonius származása, Irodalomtörténeti közlemények 69. évf. 5. szám (1965)
- Békés Enikő: Janus Pannonius, 1434–1472 – válogatott bibliográfia
- Szántó Gábor András: A Janus-krimi
- Aki búcsút mond a múzsáknak , cultura.hu
- Vitéz János Plautus-kódexének címlapja saját és Janus Pannonius állítólagos képmásával, keptar.oszk.hu
- Janus Pannonius-szobrot avatnak Padovában, irodalmijelen.hu

| A magyar Wikidézetben további idézetek találhatóak Janus Pannonius témában. | A magyar Wikiforrásban további forrásszövegek találhatóak Janus Pannonius témában. |

| Előde: Bánfalvi Barius Miklós | Pécsi püspök 1459–1472 | Utóda: Ernuszt Zsigmond |